# Istanbul Open 2018
Istanbul Open 2018 — тенісний турнір, що проходив на ґрунтових кортах у місті Стамбул, Туреччина з 30 квітня. Належав до категорії ATP World Tour 250.

## Фінальна частина

### Одиночний розряд
Таро Даніель —  Малік Джазірі 7–6(7–4), 6–4

### Парний розряд
Домінік Інглот /  Роберт Ліндстедт —  Бен Маклахлан /  Ніколас Монро 3–6, 6–3, [10–8]